# کتابخانه‌های مدارس دینی اصفهان
کتابخانه‌های مدارس دینی اصفهان
بر اساس منابع موجود تاریخی، کهن‌ترین کتابخانه‌های مدارس استان، کتابخانه‌های مدارس شرفیه، عزیزیه، صفویه، ومجدیه در قرن ششم در شهر کاشان بوده و به شیعیان تعلق داشته‌است. عبدالجلیل قزوینی (۵۰۵-بعداز۵۸۵ق)، متکلم معروف شیعی در کتاب معروف خود به نام النقض، از کتابخانه‌های آن مدارس یاد کرده و دوتن از استادان آن‌ها را برشمرده است(۳۵:۵؛۴۸:۷۹–۸۱؛ ۵۰:ج ۲، ص ۲۶). مدرسه‌ای نیز در محلهٔ کران اصفهان به دستورملکشاه، سلجوقی(۴۶۵–۴۸۵ق) برای حنفی‌ها وشافعی‌ها ساخته شد که به مدرسهٔ ملکشاهی معروف گردید و بعدهامزار ملکشاه، خواجه نظام الملک و دیگر شاهزادگان سلجوقی گردید (۳۴: ۲۲۰؛ ۷۳:۴۹). این مدرسه از مدارس معروف قرن پنجم تا هفتم هجری بودو در قرن ششم هجری کتابخانهٔ معتبری داشته که مرجع محققان و مراجعان علاقه‌مند بوده‌است (۵۰:ج ۲، ص ۷۳).
اما بزرگترین مدرسه‌ای که در این ولایت ساخته شد و تا قرن‌ها مانند نداشت، مدرسهٔ نظامیهٔ اصفهان بود که همانند مدارس مشابه دیگر، به دستور خواجه نظام الملک طوسی (۴۱۰/۴۰۸–۴۸۵ق)، وزیر دانشمند وبا کفایت آلب ارسلان و ملکشاه سلجوقی، در پایتخت سلاجقه (اصفهان) ساخته شد. ازتاریخ تأسیس این مدرسه اطلاعی در دست نیست. قدیمی‌ترین سند تاریخی در این باره، کتاب محاسن اصفهان مافروحی است که تألیف آن بین سال‌های ۴۶۵تا۴۸۵ق. یعنی دوره پادشاهی ملکشاه، صورت گرفته ونخستین مدرس آن، ابوبکرمحمدبن ثابت خجندی(-۴۸۳ ق)، سال‌ها تولیت ومدرسی آن نظامیه را بر عهده داشته‌است(۲۲۳٬۲۲۲:۳۴).
نظامیه اصفهان باتوجه به موقعیت ممتاز این شهر در دورهٔ سلجوقی وعلاقهٔ وافر خواجه نظام الملک به دانشمندان و فقهاورسیدگی به وضع آنان، استادان دانشمند ونام آوری که بیشترآنان خنجدیان بودند، برخوردار بوده‌است. وجود این مدرسان-که علاوه بر نظامیه اصفهان در نظامیه بغداد نیز زمراتب مدرسی و نظارت داشته‌اند-نظامیهٔ اصفهان را خیلی زود تبدیل به یکی از مراکز مهم علمی مذهبی دورهٔ سلجوقی کرد. این نظامیه، کتابخانهٔ معظمی متناسب با دیگر تشکیلت گستردهٔ خود داشته که کتاب‌های نفیسی آن توجه طالبان علم را به خود معطوف کرده بود. عماد کاتب اصفهانی(-۵۹۷ق) در خریده القصر، وجمال الدین قفظی(-۶۴۸ق) در تاریخ الحکما، به وجود کتابدار وکتاب‌های نفیس ومنحر به فرد این کتابخانه اشاره کرده‌اند(۲۲۴:۳۴؛۷۷۴:۳۵ ۵۰:ج ۲، ص ۷۴٬۷۳).
در دورهٔ صفویه و قاجاریه، مدارس دینی متعددی در استان اصفهان ساخته شد. شاردن که در نیمه دوم قرن یازدهم از اصفهان دیدن کرده، تعداد مدارس در این شهر را ۵۷ باب نوشته است(۱۶۷:۳۰).
این مدارس که پس از ان تاریخ، رو به فزونی نها، غالباً دارای کتابخانه‌های قابل توجهی بود که می‌توان از این کتابخانه‌ها نام برد:کتابخانهٔ مدرسهٔ عباسی (قرن دهم هجری)؛ کتابخانه‌های مدارس جدهٔ بزرگ و جدهٔ کوچک، آقا کافور، خالصیه، وشاه سلیمان (قرن یازدهم هجری)؛ کتابخانه‌های مدارس بیگم صفوی، ملا عبدالله، آقاکمال خازن (قرن دوازدهم)، که دو کتابخانه اخیر در حملهٔ افغان‌ها، به اطفهان در سال ۱۱۳۵ق. غارت شد و با کتابخانه معتبر وج با عظمت چهار باغ (سلطانی) که خاوی مجموعه نفیس سلطانی بود در جریان حملهٔ افغان‌ها، به زیر زمین کتابخانه منتقل شد و به سبب رطوبت و آفت موریانه از بین رفت.